# Moonrise (álbum de Loona)
Moonrise es el séptimo álbum de estudio de la cantante holandesa Loona.

## Lista de canciones
| Standard Edition |                                 |          |  |
| N.º              | Título                          | Duración |  |
| 1.               | «Angel»                         | 3:49     |  |
| 2.               | «Salam Aleikum»                 | 2:56     |  |
| 3.               | «Shining Star (Gipsy Circus)»   | 3:35     |  |
| 4.               | «Por La Noche»                  | 2:58     |  |
| 5.               | «Et Me Voila»                   | 3:18     |  |
| 6.               | «Eternally»                     | 4:18     |  |
| 7.               | «In The Sound Of Silence»       | 4:24     |  |
| 8.               | «No One Loves You (Like I Do)»  | 4:40     |  |
| 9.               | «Love (One on one)»             | 3:53     |  |
| 10.              | «Hot Stuff»                     | 3:20     |  |
| 11.              | «Na Na Na»                      | 3:21     |  |
| 12.              | «Sube El Calor»                 | 3:23     |  |
| 13.              | «Isla del Sol»                  | 3:22     |  |
| 14.              | «Va Saliendo la luna»           | 3:51     |  |
| 15.              | «Gib Mir Deine Angst»           | 4:15     |  |
| 16.              | «Hijo De La Luna 2008»          | 5:43     |  |
| 17.              | «Prince Of Love 2008»           | 3:56     |  |
| 18.              | «Bailando 2008»                 | 3:26     |  |
| 19.              | «Mamboleo 2008»                 | 3:40     |  |
| 20.              | «Rhythm Of The Night 2008»      | 3:45     |  |
| 21.              | «Por La Noche (Canis Club Mix)» | 3:33     |  |

- Datos: Q6023439